# 11 Водолея
11 Водолея (лат. 11 Aquarii, HD 199960) — одиночная звезда в созвездии Водолея на расстоянии приблизительно 88,5 световых лет (около 27,1 парсеков) от Солнца. Видимая звёздная величина звезды — +6,192m. Возраст звезды оценивается как около 4,7 млрд лет.

## Характеристики
11 Водолея — жёлтый карлик спектрального класса G1V. Масса — около 1,12 солнечной, радиус — около 1,3 солнечного, светимость — около 2,24 солнечных. Эффективная температура — около 5973 К.